# Classificació de Baltimore

Esquema de les "vies" que utilitza cada grup de Baltimore per a sintetitzar l'ARNm.

Esquema de la classificació Baltimore dels virus. Els diferents grups es caracteritzen per la forma en la qual es genera l'ARN missatger a partir del genoma del virus.

La classificació de Baltimore és una classificació dels virus elaborada pel biòleg nord-americà David Baltimore. En aquest sistema de classificació els virus estan agrupats en grups depenent del seu tipus de genoma (ADN, ARN, monocatenari o bicatenari etc.) i en el seu mètode de replicació. Classificar els virus segons el seu genoma implica que els que queden enquadrats en la mateixa categoria es comportaran bàsicament de la mateixa manera, la qual cosa facilita les recerques.
Actualment aquesta classificació conviu i es complementa amb la classificació del Comitè Internacional de Taxonomia de Virus (ICTV).

## Classificació
Els set grups són els següents:
- Grup I: Virus ADN bicatenari (Virus ADNbc o Virus dsDNA).

L'ARNm es transcriu directament a partir del genoma del virus, que és una doble cadena d'ADN. Les proteïnes reguladores que controlen la replicació del genoma i les proteïnes estructurals que formen el virió es tradueixen a partir d'aquest ARNm.
La replicació del genoma del virus es realitza directament mitjançant replicació d'ADN.
| Síntesi de proteïnes:  | ADNbc → ARNm → proteïnes |
| Replicació del genoma: | ADNbc → ADNbc            |

- Grup II: Virus ADN monocatenari (Virus ADNmc o Virus ssDNA).

L'ADN víric monocatenari es converteix en bicatenari, probablement perquè usa la maquinària de reparació de l'ADN de l'hoste. La resta de les etapes de replicació són similars a les del grup I.
| Síntesi de proteïnes:  | ADNmc → ADNbc → ARNm → proteïnes |
| Replicació del genoma: | ADNmc → ADNbc → ADNmc            |

- Grup III: Virus ARN bicatenari (Virus ARNbc o Virus dsRNA).

A partir de l'ARN bicatenari s'obté el bri d'ARN monocatenari positiu que actua com a ARNm. La traducció d'aquest ARNm dona lloc a les proteïnes reguladors i estructurals.
La replicació del genoma del virus es realitza en dos passos. Primer es realitza un assemblat parcial del bri d'ARN monocatenari positiu i de les proteïnes víriques en virions immadurs. A continuació es realitza la transcripció de l'ARN monocatenari positiu a ARN bicatenari dins dels virions.
| Síntesi de proteïnes:  | ARNbc → ARNm → proteïnes |
| Replicació del genoma: | ARNbc → ARNmc+ → ARNbc   |

- Grup IV: Virus ARN monocatenari positiu (Virus ARNmc+ o Virus (+)ssRNA).

La replicació del virus comença amb la traducció genètica de la cadena d'ARN monocatenari positiu (que té la mateixa polaritat que l'ARNm) en proteïnes reguladores. En el grup IVa aquest pas tradueix també les proteïnes estructurals, mentre que en el grup IVb això es realitza traduint un ARNm generat a partir d'una cadena d'ARN monocatenari positiu.
Les proteïnes regulen la síntesi de l'ARN monocatenari positiu a partir del motlle d'ARN monocatenari negatiu. Aquest últim, al seu torn, funciona com un motlle per a la síntesi de l'ARN monocatenari positiu dels nous virus.
| Síntesi de proteïnes:  | ARNmc+ (=ARNm) → proteïnes |
| Replicació del genoma: | ARNmc+ → ARNmc- → ARNmc+   |

- Grup V: Virus ARN monocatenari negatiu (Virus ARNmc- o Virus (-)ssRNA).

L'ARN monocatenari negatiu es converteix en ARNm (que és una cadena monocatenària positiva) mitjançant una transcriptasa inversa aportada pel virus. L'ARNm generat es tradueix en proteïnes reguladores i estructurals.
Les proteïnes regulen la replicació de l'ARN monocatenari negatiu a través d'una cadena d'ARN monocatenari positiu que funciona a manera de motlle. Aquestes cadenes s'inclouen en els nous virus.
| Síntesi de proteïnes:  | ARNmc- → ARNm → proteïnes |
| Replicació del genoma: | ARNmc- → ARNmc+ → ARNmc-  |

- Grup VI: Virus ARN monocatenari retrotranscrit (Virus ARNmcRT o Virus ssRNA-RT).

Aquest virus integra una transcriptasa inversa que a partir del genoma ARN víric produeix una cadena d'ADN, primer monocatenària i després bicatenària, que s'integra en el genoma de l'hoste. L'ADN ja integrat en l'hoste és transcrit a ARNm, que al seu torn es tradueix en proteïnes reguladores i estructurals.
L'ADN integrat en l'hoste es transcriu en l'ARN monocatenari dels nous virus.
| Síntesi de proteïnes:  | ARNmc+ → ARN/ADN → ADNbc → ARNm → proteïnes |
| Replicació del genoma: | ARNmc+ → ARN/ADN → ADNbc → ARNmc+           |

- Grup VII: Virus ADN bicatenari retrotranscrit (Virus ADNbcRT o Virus dsDNA-RT).

L'ADN víric entra en el nucli de la cèl·lula, és modificat per la maquinària de reparació de l'hoste i s'integra en el genoma de l'hoste. La resta de les etapes són similars a les del grup VI.
| Síntesi de proteïnes:  | ADNbc → ARNm → proteïnes         |
| Replicació del genoma: | ADNbc → ARNmc+ → ARN/ADN → ADNbc |

## Comparativa entre els grups
La següent figura compara la replicació en els set grups de virus.

Esquema de la replicació dels virus dels diferents grups de la Classificació de Baltimore.